# Kiminge

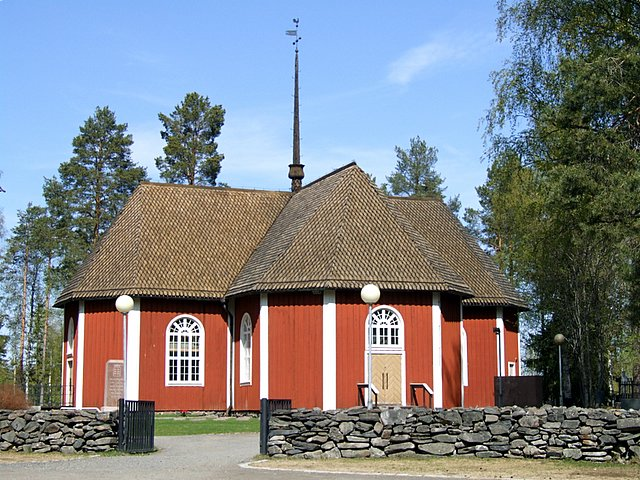
Kiminge kyrka.

Kiminge (finska: Kiiminki) var en kommun i landskapet Norra Österbotten i Finland. Kommunen hade 13 317 invånare (2012), på en yta av 339,02 km².
Den 1 januari 2013 förenades Kiminge jämte Haukipudas, Oulunsalo och Överijo med Uleåborgs stad. Det var ursprungligen meningen att även Muhos skulle ingå i sammanslagningen.
Kiminge var enspråkigt finskt.

## Politik

### Mandatfördelning i Kiminge kommun, valen 1976–2008
| 8 | 4 |  | 11 |  | 2 |

| 8 | 4 |  | 9 | 2 | 3 |

| 6 | 4 |  | 12 |  | 3 |

| 5 | 2 | 3 |  | 12 |  |  | 2 |

| 9 | 4 |  |  | 15 | 2 |  | 2 |

| 7 | 3 |  |  | 17 |  | 2 |  | 2 |

| 8 | 3 |  | 20 | 3 |

| 6 | 4 |  | 20 | 4 |

| 21 | 14 |

| 6 | 4 |  | 2 | 15 | 7 |

| 22 | 13 |